# Soldier of Fortune
Soldier of Fortune – komputerowa gra FPS stworzona przez Raven Software oraz wydana przez Activision 29 marca 2000 roku dla PC. W Polsce podstawową wersję oraz Platinum Edition wydał Licomp Empik Multimedia. Gra używa zmodyfikowanego silnika Quake'a II. Gra została także wydana na PlayStation 2 oraz Dreamcasta, a Loki Software wydało grę na Linuksa. Bazując na sukcesie gry, w 2002 roku Raven oraz Activision wydały sequel gry – Soldier of Fortune II: Double Helix. Początkowo wydana na komputery, została skonwertowana na Xboksa.

## Fabuła
Na początku gry terroryści kradną cztery głowice nuklearne ze składu w Rosji oraz ochraniają je, aby je sprzedać państwom Trzeciego Świata. 
John Mullins oraz jego partner Hawk, pracujący dla organizacji najemników mają za zadanie powstrzymać terrorystów i nie dopuścić, żeby broń wpadła w niepowołane ręce. Ich pierwszym celem jest Wilhelm Dekker, nowojorski gangster, bardziej znany jako Sabre. Jest on bratem międzynarodowego terrorysty Sergieja Dekkera, który stoi za kradzieżą głowic. Po zniknięciu Sabre ruszają na pełną niebezpieczeństw wyprawę dookoła świata w celu unieszkodliwienia terrorystów. W wojskowym transporcie w Ugandzie, w Kosowie i na irackim lotnisku udaje im się odnaleźć trzy spośród czterech głowic. Po tych czterech wyprawach wychodzi na jaw, że za kradzieżą głowic stoi neo-nazistowska organizacja terrorystyczna zwana The Order dowodzona przez Sergieja Dekkera. Mullins i Hawk wiedzą, że mają powiązania z szefem nowojorskiego gangu, Sabrem. Pod koniec pogoni za bratem Sergieja, John go dopada, a Sabre mu wyjawia tajemnice o planie zwanym Jessica Six oraz gdzie się znajduje Sergiej. Mullins zabija Sabra. Podczas jednej z akcji w Sudanie, mającej na celu przechwycenie ostatniej głowicy jądrowej, Mullins i Hawk trafiają do bazy, w której jest prototyp rakiety balistycznej gotowy do odpalenia. Dochodzi tam do ich pierwszego spotkania z Dekkerem. Hawk zostaje zastrzelony przez Dekkera, Mullins zostaje ranny podczas eksplozji w bazie, a Dekker ucieka. Od tej pory John poprzysięga terroryście zemstę. Bohater odwiedza japońską firmę, która specjalizuje się w systemach kierowania rakiet, w której Dekker złożył zamówienie. Przed obawą iż Dekker mógł oddać plan Jessiki Six generałowi Amu, Mullins wybiera się do Basry w Iraku, gdzie znajduje wspólnika Dekkera. Ten w obawie przed gniewem Mullinsa wyjawia mu położenie starej rafinerii naftowej, w której trwają prace nad procesem wzbogacania uranu przeznaczonego do budowy głowic atomowych. W trakcie rozmowy zostaje rozstrzelany przez śmigłowiec pilotowany przez emisariuszy Dekkera. Najemnik wyrusza do wspomnianej rafinerii i wysadza główną instalację. Tam odkrywa, iż ostatnią dostawę uranu dostarczono do Hannoveru w Niemczech. Okazuje się, że Sergiej ukrywa się właśnie tam, chroniony przez mury starej, gotyckiej twierdzy i całą armie ochroniarzy. Jest też bliski ukończenia budowy nowej rakiety uzbrojonej w taktyczną głowice jądrową. Po dramatycznej strzelaninie w centrum dowodzenia terrorystów i powstrzymaniu startu pocisku Mullins rusza w pościg za swoim ostatnim celem. Dopada go, gdy Dekker próbuje uciec z bazy swoim okrętem podwodnym. Jego jedynym życzeniem jest pomścić przyjaciela i raz na zawsze zakończyć sprawę. Po wyeliminowaniu wszystkich terrorystów przychodzi czas na ich szefa. Mullins zabija Dekkera zrzucając na niego część konstrukcji do wodowania okrętu. Osobista krucjata najemnika zostaje zakończona.

## Oprawa gry
Jak na ówczesną technologię, gra posiada dobrą grafikę. Ponadto zastosowano w niej rozwinięty realizm przy zadawaniu obrażeń przeciwników.
Dla każdej z broni przyporządkowana została odpowiednia kategoria ran u oponentów. Przykładowo po strzale z broni lekkiej widoczne są tylko nieznaczne przestrzeliny w ciałach wrogów (9mm Pistol, Submachine Gun, Silenced SMG). Trafienie z Sniper Rifle w głowę (jedyny sugerowany cel, przy korzystaniu z tej broni) skutkuje punktową fontanną krwi z czaszki i natychmiastową eliminację przeciwnika.
Rany zadawane z cięższej broni strzeleckiej (Heavy Machine Gun 75, Shotgun, Big Pistol) są większe. Po trafieniu dochodzi do masakry przeciwnika. Nie trzeba się wysilać, by odstrzelić konkretną część ciała.
Możliwości zadawania ran bronią ciężką:
- Noga – można odstrzeliwać w 3 odcinkach
- Ręka – można odstrzeliwać w 2 odcinkach
- Tors – Strzał w brzuch powoduje wyjście na zewnątrz wnętrzności.
- Głowa – zależność wynikająca z miejsca trafienia (możliwe jednorazowe odstrzelenie całości głowy jednym celnym strzałem; po trafieniu w bok wymagany jeden strzał więcej).

Realizm tyczy się także skutków zadawanych obrażeń – strzał w kończynę na parę sekund wyłącza napastnika z walki, zaś strzał w głowę natychmiastowo zabija. Dotyczy to oczywiście strzałów z broni lekkiej. W przypadku broni ciężkiej odstrzelenie kończyny wywołuje wykrwawienie przeciwnika, sfinalizowane jego zgonem, nie wymagające dalszej reakcji gracza. Tak odwzorowany realizm w grafice, mający wpływ na tok gry sprawił, że gra zaliczana jest do produktów zawierających przemoc. W niektórych krajach została wycofana z oficjalnej dystrybucji.